# هايدن ستانتون
هايدن ستانتون هو فلاح وسياسي كندي، ولد في 13 سبتمبر 1898، وتوفي في 7 ديسمبر 1960 في كينغستون في كندا. حزبياً، نشط في الحزب الكندي التقدمي المحافظ. وقد انتخب عضو مجلس العموم الكندي.